# فلو بن رأوبين
پلو أو فلو شخصية توراتية، هو الابن الثاني لرأوبين والحفيد الثاني ليعقوب وليئة. كان لپلو ثلاثة إخوة: حنوك وحصرون وكرمي    
يوضح المفسرون أن فلو هو فلو والد أون بن فلو، ومن أبناء فلو هو أليآب والد داتان وأفيرام.
يعد اسم فلو، وكذلك أسماء بيليا وبيليا، هي اسماء مشتقة  مشتقة من الجذر p-la-h، والذي يعني الحكم أو التمييز. اسم بيلا له نفس معنى يهوشافاط وشفطيا. [5]
وفي تعليق الحاخام منحيم بن شلومو على سفر التكوين، في الفصل 36 و الآية 9، يذكر أن أصل الاسم وهو أن معظم أبنائه انقطعوا عن العالم، أي ماتوا بدون أبناء. 

## ايضا
1. ↑  قالب:תנ"ך
2. ↑  قالب:תנ"ך
3. ↑  قالب:תנ"ך
4. ↑  قالب:תנ"ך
5. ↑  ראו אנציקלופדיה מקראית כרך ו

קטגוריה:שבט ראובן
קטגוריה:יורדי מצרים